# كونيزة خشنة
كونيزة خشنة (الاسم العلمي: Conyza scabra) هd نوع من النباتات يتبع جنس الكونيزة من الفصيلة النجمية.